# Kloster Nordshausen
Das Kloster Nordshausen, am Fuße des Brasselsbergs im Kasseler Stadtteil Nordshausen gelegen, wurde von etwa 1257 bis 1527 als Konvent von Zisterzienserinnen genutzt. Die Klosterkirche gilt als älteste erhaltene Kirche im heutigen Kasseler Stadtgebiet. Nordshausen wurde 1936 zu Kassel eingemeindet.

## Mittelalterliche (Bau-)Geschichte
Das Zisterzienserinnen-Kloster Nordshausen wird erstmals 1257 urkundlich erwähnt und war sehr wahrscheinlich eine Gründung des Grafen Albert von Schauenburg (später von Wallenstein). An der südlichen Außenwand des heutigen Kirchenschiffs deuten erhaltenes Fundsteinmauerwerk, vermauerte Rundbogenfenster und niedrige Stützpfeiler noch auf einen Vorgängerbau: eine romanische Kapelle wohl aus dem 12. Jahrhundert, die als gräfliche Eigenkirche anzusehen ist, zum benachbarten Fronhof (Vogtei) gehörend. Wahrscheinlich war diese Kapelle zunächst flach gedeckt, wurde aber im Zuge ihrer Neubestimmung im Zusammenhang mit dem Turm-Anbau eingewölbt und hatte einen Zugang auf der Nordseite, dessen Umrisse bei der Renovierung 2012 sichtbar wurden. Der Turm im Stil der romanisch-frühgotischen Übergangszeit wurde im Westen an die Kapelle angefügt, noch bevor die Nonnen nach Nordshausen kamen, und zwar zunächst als Wehrturm (verschiedene Anzeichen und Relikte lassen darauf schließen), dann nach einer längeren Baupause im Kontext der Klostergründung als (mit moderatem Zierrat) versehener Glockenturm. Vermutlich spielten politische Hintergründe bei dieser Umorientierung eine Rolle. Detailformen seiner Spitzbogenfenster (Schallarkaden) verweisen auf die Mitte des 13. Jahrhunderts. Das Mauerwerk des Turms zeigt im unteren Teil eine Mischung aus Tuff- und Sandsteinquadern, oberhalb einer erkennbaren Baunaht ausschließlich sorgfältig bearbeitete Sandsteinquader. Wegen des Anbaus des (heute noch in der Substanz vorhandenen) Konventshauses für die Nonnen und der Einrichtung eines entsprechenden Klausurbereichs (Kreuzgang und Nonnenfriedhof) auf der Nordseite verlegte man den Eingang für die Dorfbevölkerung in die Südwand des Kirchenschiffs.
Für die Zisterzienserinnen, die kurz vor 1257 nach Nordshausen kamen, musste bald auch ein Nonnenchor (Gebetsraum) auf einer zunächst bescheidenen Empore errichtet werden; die Erhöhung der bestehenden Kirche ist noch an zugemauerten schlanken Lanzettfenstern sowie an zwei mittelhohen Stützpfeilern nachzuweisen. Im 15. Jahrhundert erweiterte man das Langhaus nach Osten hin – davon zeugen die beiden hohen Stützpfeiler und vor allem die doppelbahnigen gotischen Maßwerkfenster – und zwar nach dem Vorbild französischer Zisterzienserinnenkirchen als schlichten Saalbau mit flachem Chorabschluss. Er wurde mit einem gotischen Kreuzrippengewölbe überfangen, das im Zweiten Weltkrieg keine Einbußen erlitt und als einziges in Kassel original erhalten blieb. Mit dieser Erweiterung war auch eine zweite Erhöhung und zugleich beträchtliche Erweiterung des Nonnenchors verbunden; er ist bis heute erkennbar an den hoch gelegenen Fenstern auf beiden Seiten der Kirche, die mit den damals modernsten spätgotischen Maßwerken versehenen sind. Ein Zugang verband die Empore direkt mit der Klausur der Nonnen, auf der Außenseite (heute aufgrund von Privatbesitz nicht zugänglich) ist er noch gut erhalten. Auch vom Chorraum der Kirche führte eine Tür nach Norden hin zum Nonnenfriedhof, der Teil des Kreuzgangs war, und zur Ökonomie, deren Stallungen und Lagerhallen ein unvollständiges Rechteck um den Innenraum ergab; sie wurde nach der Reformation vom neuen Besitzer Johann von Nordeck mit auffälligen Buntsandsteinblöcken verschlossen, so wie die anderen Öffnungen auf der Nordseite.
Der vermauerte Eingang wurde 2012 im Zuge einer umfassenden Neugestaltung der Nordseite durch den Förderverein Kultur- und Sozialzentrum Klosterkirche Nordshausen e.V. wieder geöffnet. Dieser Bereich eines „meditativen Pfades“ wurde auch ausgestattet mit einer Bronzeskulptur von Gisela Eufe aus Worpswede, einer geflügelten Figur mit dem Titel „Der Bote“, die zur Reflexion einlädt. Um 1495 (Inschrift über dem Portal) erhielt der südliche Kircheneingang seine jetzige spätgotische Portal-Form, die bereits auf die Renaissance verweist; 1957 wurde er in den Turm verlegt, um für den Kirchenraum mehr Platz zu schaffen.

## Sagen um die Klosterkirche
Um das alte Gotteshaus ranken sich Sagen. Eine handelt von einer Nonne, die als kopfloser Geist an der Kirche nachts ihr Unwesen getrieben haben soll. Andere sind hintergründiger und ausdrucksstärker (vgl. Philipp Hoffmeister: Sagen, 1869). In Pfarrer Hoffmeisters um das Jahr 1858 verfassten Chronik der Klosterkirche wird außerdem (mit leiser Ironie) das Gerücht um einen Geheimgang, der das damalige Kloster mit dem ehemaligen, von Mönchen bewohnten Kloster Weißenstein (Wilhelmshöhe) verbunden haben soll, angeführt – eine bekannte Wanderlegende, die an vielen historischen Orten kolportiert wird. Davon abgesehen war Weißenstein zur Zeit der Nordshäuser Klostergründung bereits zum Frauenkloster umgewidmet.

## Wirkungsgeschichte und heutiger Zustand

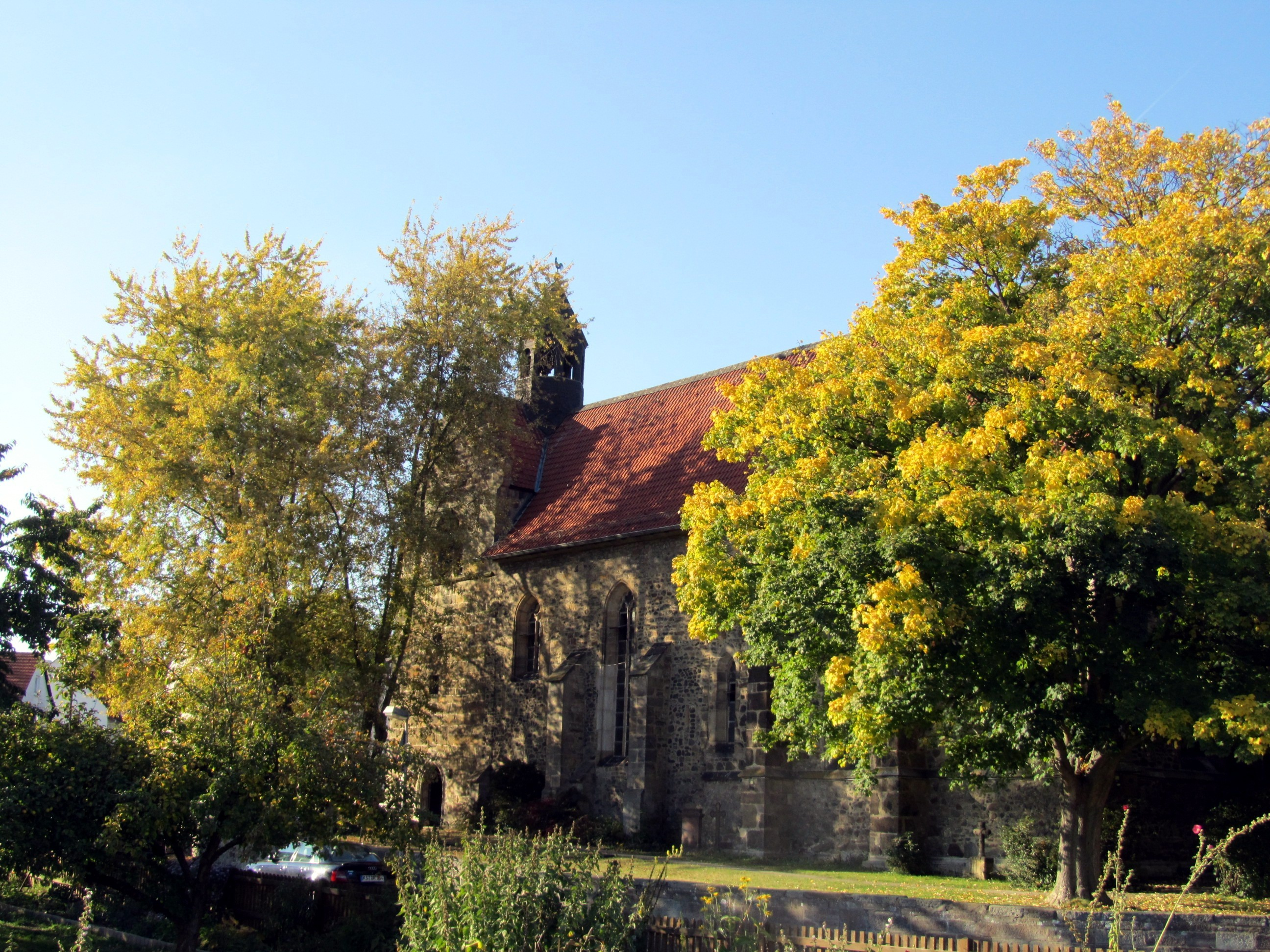
Herbst an der ehemaligen Klosterkirche

Nach der Reformation, die Landgraf Philipp I. in Hessen einführte, wurde das Kloster 1527 aufgelöst und privatisiert. Das Konventshaus mit Teilen des Klostergartens erwarb Johann von Nordeck, Kanzler des Landgrafen, um es als Alterssitz für seine Eltern einzurichten. Die Grabplatte seines Vaters Friedrich Nordeck, die eine politisch brisante Symbolik inszeniert, befindet sich in der Turmhalle.
Unter anderem wurden die drei spitzbogigen Arkaden des Laubengangs an der Ostseite des Konventshauses zugemauert, der den Nonnen – neben ihrem Friedhof im Inneren des Gebäudekarrées – als kurzer regengeschützter Kreuzgang diente. Stattdessen wurde links (unmittelbar neben der Kirchen-Nordwand) eine breite Toreinfahrt für Lieferungen gebrochen; Vorrichtungen für den Lastenanhub sind noch erhalten. Die Kirche wurde der lutherischen Gemeinde überschrieben, sie ist bis heute evangelische Pfarrkirche. Die Kloster-Ökonomie (deren Nachfolge-Hof von 1855 noch am selben Ort steht) wurde in Betrieb gehalten, der Ertrag ging an die neu gegründete Universität Marburg. Einige der Stallungen, die an die Nordostwand der Kirche stießen, wurden niedergelegt.

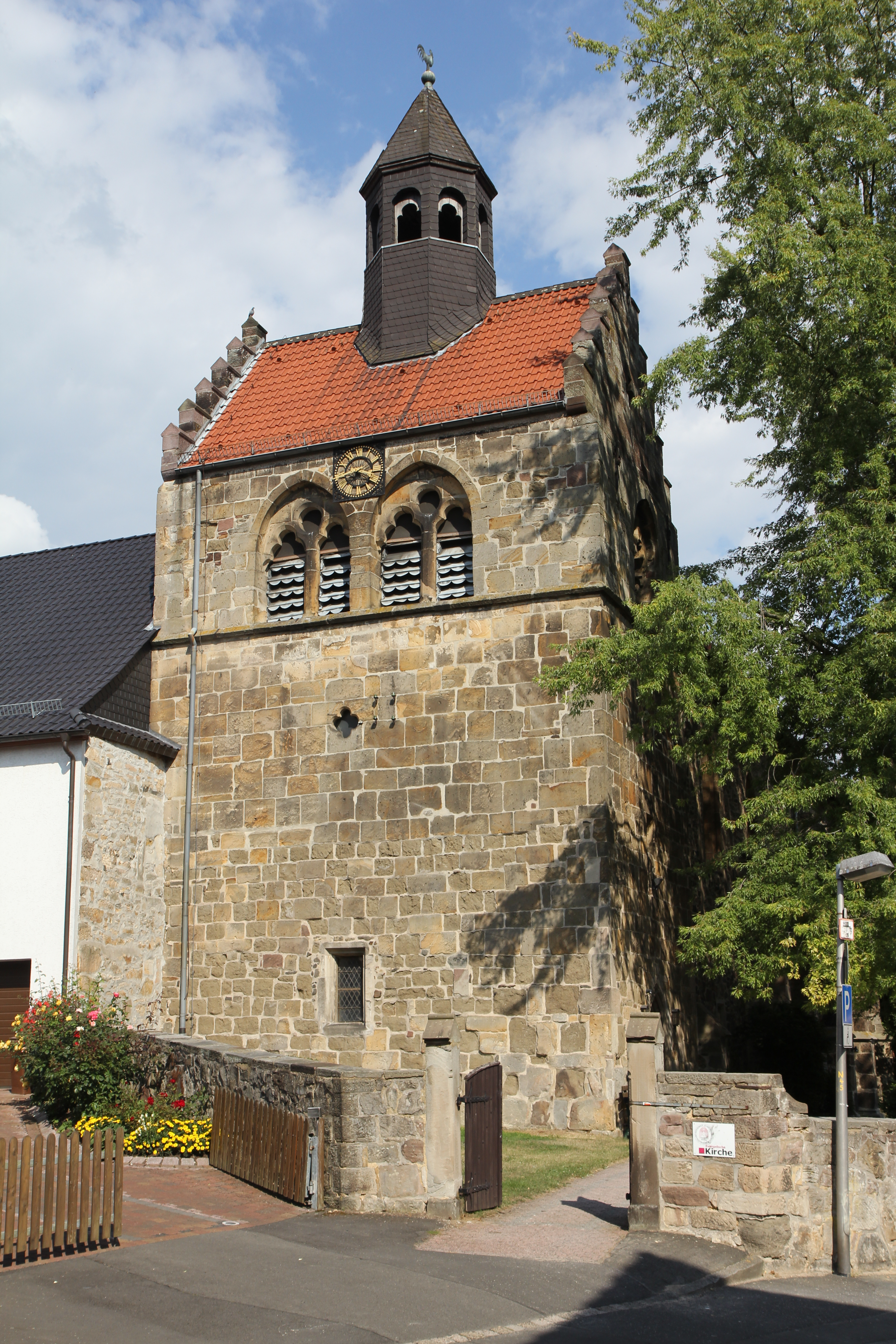
Westturm der Klosterkirche Nordshausen

Um 1858 erstellte der damalige Nordshäuser Pfarrer Philipp Hoffmeister – der sich zu seiner Zeit als Zeichner, Naturkundler und Sagensammler einen Namen machte und auch Märchenzuträger der Brüder Grimm war – eine ausführliche Chronik der Klosterkirche, die eigentlich für den Druck vorgesehen war. Dazu kam es nicht. Eine der beiden handschriftlichen Fassungen verwahrt das Landeskirchliche Archiv, die jüngere, eine überarbeitete Reinschrift, die Murhardsche Bibliothek.
1905 fand eine grundlegende Renovierung der Kirche statt, bei der auch die Sakristei wieder aufgebaut wurde. Das dreibahnige große Maßwerkfenster der östlichen Chorwand erhielt bereits kurz vor 1900 sein im Spätnazarener-Stil gehaltenes Bibelfenster, das den Krieg ebenfalls ohne Schaden überstand. Dem Turm wurde ein einfacher Dachreiter ohne Glocke aufgesetzt; der Stufengiebel dürfte schon um 1500 angelegt worden sein, wie Zeichnungen aus der Zeit um 1700 nahelegen, er wurde um 1880 in vereinfachter Form neu aufgebaut und vervollständigt. Nach dem Zweiten Weltkrieg wurde die Empore verkürzt und der Haupteingang in den Turm verlegt.

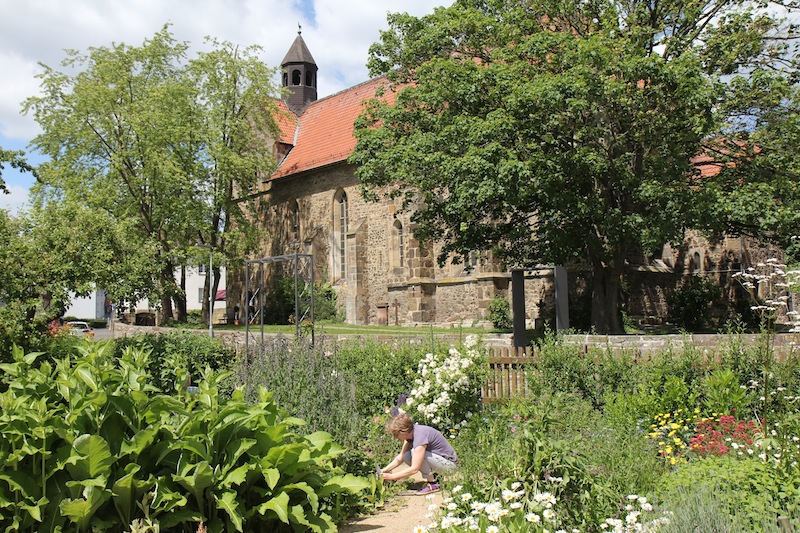
Neu angelegter Klostergarten gegenüber der Kirche in Nordshausen

Von der einst geschlossenen Klosteranlage sind heute nur noch die Kirche, das Gebäude des Konventshauses (Privatbesitz), ein beträchtlicher Teil der Klostermauer und die Zehntscheune erhalten, die im Zuge der Nachkriegs-Renovierung von 1957 bis 1960 zum Gemeindehaus umgebaut wurde. Um den Erhalt der Kirche zu sichern, wurde 2003 die „Kulturstiftung Klosterkirche Nordshausen“ gegründet, die durch Konzerte und andere kulturelle Veranstaltungen die notwendigen Mittel zu beschaffen sucht. Seit 2004 widmet sich der „Förderverein Kultur- und Sozialzentrum Klosterkirche Nordshausen e.V.“ der Geschichte und Nutzung des mittelalterlichen Ensembles. Ab 2006 wurde für Besucher im Süden der Kirche ein Klostergarten nach den Grundideen des St. Galler Klosterplans angelegt, der 2013 mit erheblichem Aufwand umgestaltet wurde. Der Verein ist auch Förderer und Herausgeber u. a. einer Monographie von Josef Mense (Die Klosterkirche Nordshausen. Von den Anfängen des Zisterzienserinnen-Klosters bis zur heutigen ev. Pfarrgemeinde), die das Ergebnis langjähriger fundierter Studien in einer kritischen Auseinandersetzung mit den bisherigen Darstellungen zusammenfasst.

## Besondere Sehenswürdigkeiten
In der sog. „Zweiten Reformation“ wurde durch Landgraf Moritz den Gelehrten in Hessen-Kassel das calvinistisch-reformierte Bekenntnis als Staatsreligion eingeführt (1605), was für die Ausstattung der Kirchen zur Folge hatte, dass alle vorhandenen Wandmalereien übertüncht sowie sämtliche beweglichen Kultgegenstände aus dem Gottesdienstraum entfernt wurden, außer einem Kreuz.

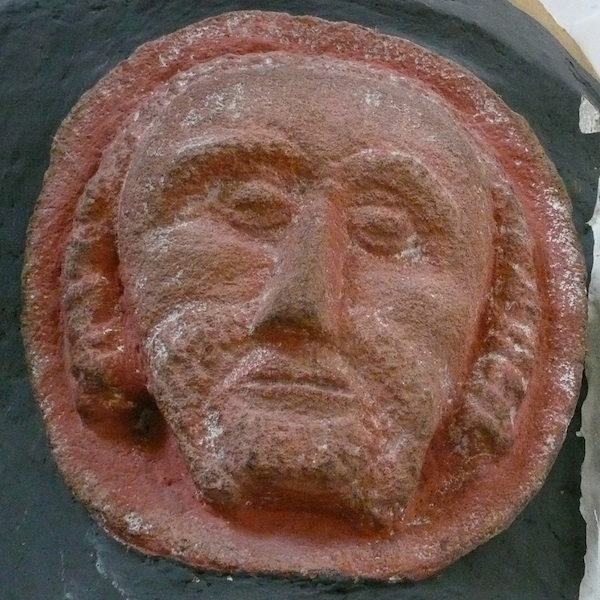
Christus-Medaillon (um 1450) auf einem Kapitell im Kirchenschiff

Das betraf auch die Taufsteine, die durch den Gebrauch von Taufschalen ersetzt wurden. Kurioserweise befinden sich heute in der Klosterkirche drei Taufsteine aus drei Epochen, deren verwickelte Geschichte nachzulesen ist in dem Buch von Josef Mense: „Mittelalterliche Bildwelten.“ Die beiden älteren Taufsteine (Spät-Romanik und Renaissance) sind u. a. interessant wegen ihrer zahlensymbolischen Maße.
Darüber hinaus birgt die Kirche mehrere bemerkenswerte Schlusssteine und Kapitelle, darunter zwei Christus-Antlitze, die formal, aber auch durch eine sehr reflektierte Theologie aus dem Rahmen fallen. Eine kleine, volksnah-expressive Darstellung der Kreuzigung Jesu an der südlichen Außenseite deutet auf die Pestzeit hin. Drei Grabplatten, die alle auf ihre besondere Weise vom Üblichen abweichen, erzählen je eine sehr hintergründige Geschichte. Anhand dreier im Jahre 2013 frei gelegter Wandbilder lässt sich praktisch die Theologiegeschichte vom 15. bis zum 18. Jahrhundert nachvollziehen. Eine Turmbesteigung führt zu zwei Glocken, die ungewöhnliche Geschichten preisgeben: Die eine ist der Neuguss einer mittelalterlichen Glocke, die beim Läuten während einer Beerdigung barst; die andere ist eine schlesische „Leihglocke“, die nach dem Krieg vom Hamburger Glockenfriedhof kam.